# 齐齐哈尔市商业银行
齐齐哈尔市商业银行（全称：齐齐哈尔市商业银行股份有限公司，简称：商业银行）是一家地方商业银行，总部位于齐齐哈尔市龙沙区工会胡同1号。2009年，与牡丹江市商业银行、大庆市商业银行、七台河市城市信用社合并重组成龙江银行。

## 历史
成立于1997年10月20日，在黑龙江省齐齐哈尔市7个区中的4个区开设了分支机构。2007年11月末，全行资产总额为73.71亿元，为地方经济建设累计投入90亿元，是黑龙江省四家地方商业银行之一。在2006年《银行家》综合竞争力排名中，齐齐哈尔市商业银行列全国城市商业银行第48位。机构设置：营业部、劳动支行、龙华支行、建兴支行、金元支行（昼夜柜台银行）、铁东支行、铁锋支行、龙华支行、广信支行、国贸支行、卜奎支行、财信支行、建华支行、南马路支行、海山支行、华侨支行、富拉尔基支行。